# 인터넷 익스플로러 2
마이크로소프트 인터넷 익스플로러 2(Microsoft Internet Explorer 2, IE2)는 그래픽 웹 브라우저로 1995년 11월 22일에 윈도우 95와 윈도우 NT 4.0 영문판용으로 출시되었다. 1996년 4월에는 매킨토시용으로 출시되었다. 버전 2.0은 SSL, HTTP 쿠키, VRML과 인터넷 뉴스그룹 기능이 추가되었다.
버전 2.0은 윈도우 95 OSR1에 포함되어 있었으며. 16비트 버전과 32비트 버전이 분리되어 나왔다. 버전 2.1은 매킨토시용으로 1996년 8월에 매킨토시용으로 나왔다. 버전 2.1이 출시된 달은 인터넷 익스플로러 3이 출시된 날이기도 하다.
버전 2.0은 12개국 언어로 출시되었으며. 거의 모든 플랫폼에서 사용할 수 있다. 2.01 버전은 파란색의 'e'로고를 쓰기 시작한 버전이며. 윈도우 탐색기랑 통합되었다. 속도가 느려서 이 버전의 시장 점유율은 다른 버전보다 훨씬 낮았다. 인터넷 익스플로러 3이 나오기 전, 즉 1996년 중반에는 인터넷 익스플로러의 점유율은 3-9% 정도였다.
2001년 12월 31일부터 윈도우 1.0, 윈도우 2.0, 윈도우 2.1x, 윈도우 3.0, 윈도우 3.1x, 윈도우 NT 3.5, 윈도우 NT 3.51, 윈도우 95, 인터넷 익스플로러 1과 동시에 지원이 종료되었다.

## 역사
인터넷 익스플로러 2.0은 버전 1.0이 출시된 지 겨우 3개월 뒤인 1995년 11월 22일에 윈도우 95와 윈도우 NT 3.5, 윈도우 NT 3.51 용으로 출시되었다. 그리고 인터넷 익스플로러 2.0은 윈도우 NT 4.0 영문판에 탑재되었다. 매킨토시용 인터넷 익스플로러 2.0 베타는 1996년 1월에 출시되었으며. 당시에는 PowerPC용만 출시되었다. 1996년 4월에는 정식 버전이 68k와 PowerPC용으로 출시되었다. 또 버전 2.1은 매킨토시용으로 1996년 8월에 출시되었다. 버전 2.0은 윈도우 3.1과 매킨토시 시스템 7용으로 처음 출시된 제품이다. 인터넷 익스플로러 2.0는 넷스케이프를 많이 따라했으며. 또 넷스케이프의 북마크를 인터넷 익스플로러로 가져오는 것도 허용했다.

## 기능
인터넷 익스플로러 2.0는 많은 새로운 기능을 소개하였다.
- SSL 프로토콜
- HTTP 쿠키
- VRML
- 인터넷 뉴스그룹
- 자바스크립트 지원
- HTML 프레임 지원

## 버전

### 윈도우
| 메이저 버전 | 마이너 버전 | 출시일           | 주요 변화                             | 이 프로그램을 포함한 프로그램                 |
| ----------- | ----------- | ---------------- | ------------------------------------- | --------------------------------------------- |
| 버전 2      | 2.0 베타    | 1995년 10월      | HTML 테이블 지원                      |                                               |
| 버전 2      | 2.0         | 1995년 11월 22일 | SSL, 쿠키, VRML, 인터넷 뉴스그룹 지원 | 윈도우 NT 4.0 윈도우 95 OSR1 인터넷 스타터 킷 |
| 버전 2      | 2.01        |                  | 버그 수정                             |                                               |

### 맥
| 메이저 버전 | 마이너 버전   | 출시일          | 주요 변화             |
| ----------- | ------------- | --------------- | --------------------- |
| 버전 2      | 버전 2.0 베타 | 1996년 1월 23일 | PPC 전용 베타         |
| 버전 2      | 버전 2.0      | 1996년 4월 23일 | PPC 와 68k 지원       |
| 버전 2      | 버전 2.1      | 1996년 8월      | 버그 수정. NPAPI 지원 |

## 참조
1. ↑  Computer History{{ 보관됨 2009-04-20 - 웨이백 머신
2. ↑  “보관된 사본”. 2013년 8월 30일에 원본 문서에서 보존된 문서. 2009년 8월 4일에 확인함.
3. ↑  http://www.ews.uiuc.edu/bstats/months/9606-month.html 보관됨 2001-05-07 - 웨이백 머신 UIUC stats
4. ↑  “MacUser - Mac News, Reviews and Know-How”. 2005년 3월 25일에 원본 문서에서 보존된 문서. 2011년 2월 15일에 확인함.

## 같이 보기
- 인터넷 익스플로러